# Gare de Senlis
La gare de Senlis est une ancienne gare ferroviaire française, située sur le territoire de la commune de Senlis, dans le département de l'Oise, en région Hauts-de-France. Ouverte en 1862, elle est fermée au service voyageurs par le rail en 1950, puis désaffectée pour le service marchandises au début des années 1990, en même temps que la ligne de Senlis à Ormoy-Villers.
Du fait de l'incendie de la première gare pendant la Première Guerre mondiale, le bâtiment voyageurs existant est construit en 1922 par Gustave Umbdenstock. Il fait l'objet d’une inscription au titre des monuments historiques depuis le 17 août 2001.
Le parvis de gare est désormais utilisé comme gare routière.

## Histoire

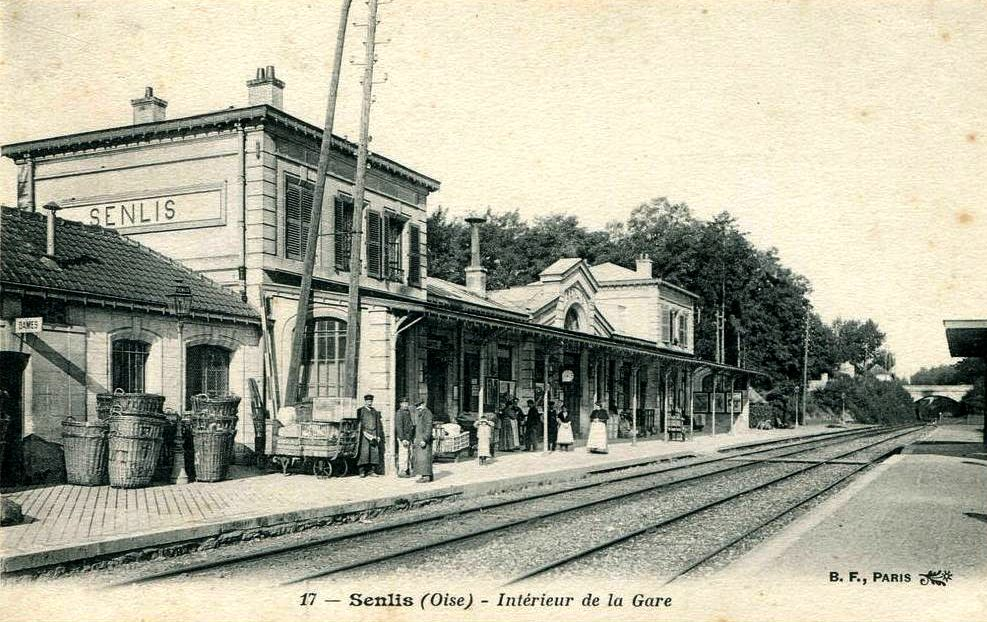
L'ancienne gare, détruite le 2 septembre 1914.

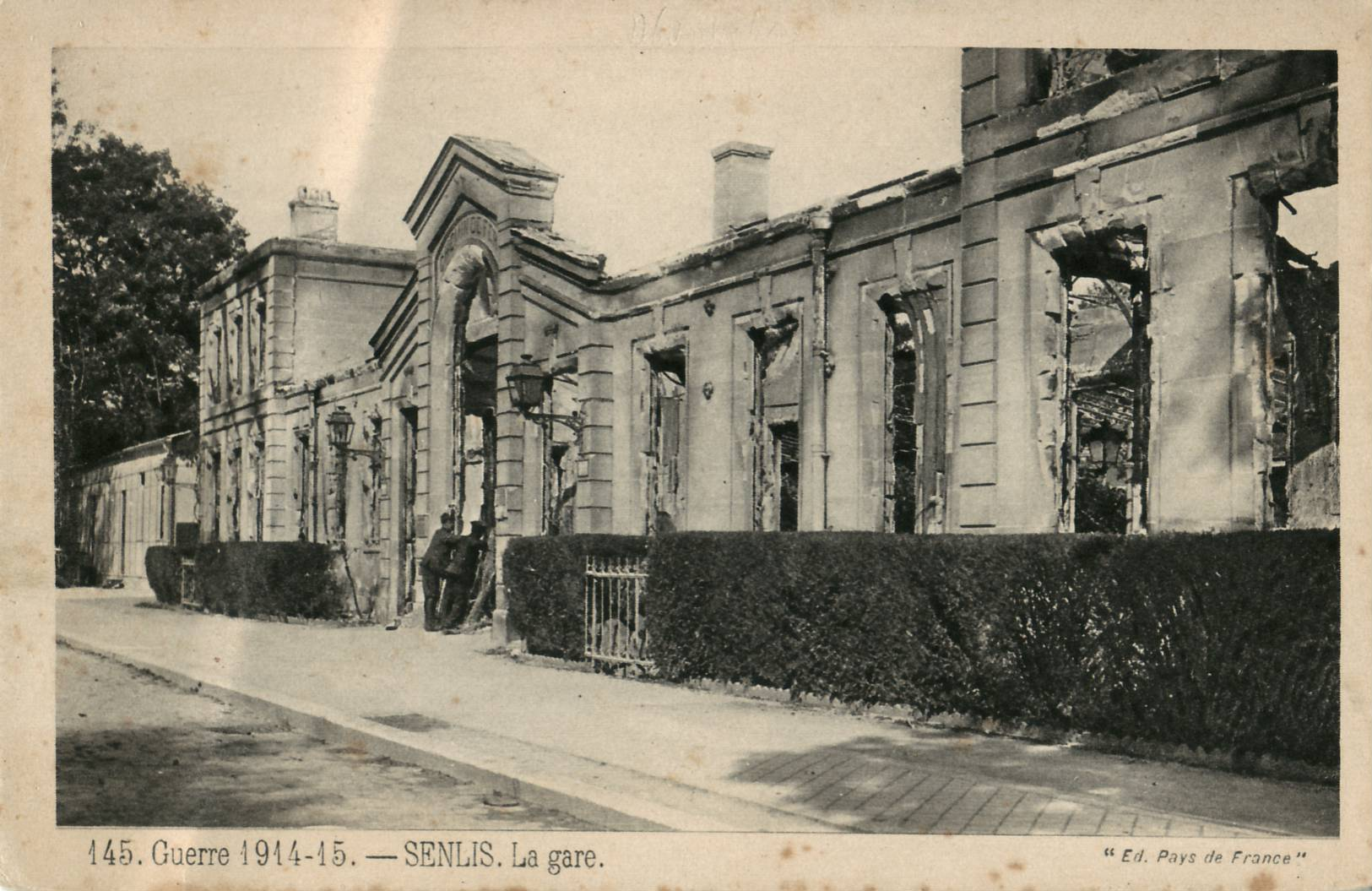
Les ruines de la gare, incendiée le 2 septembre 1914.

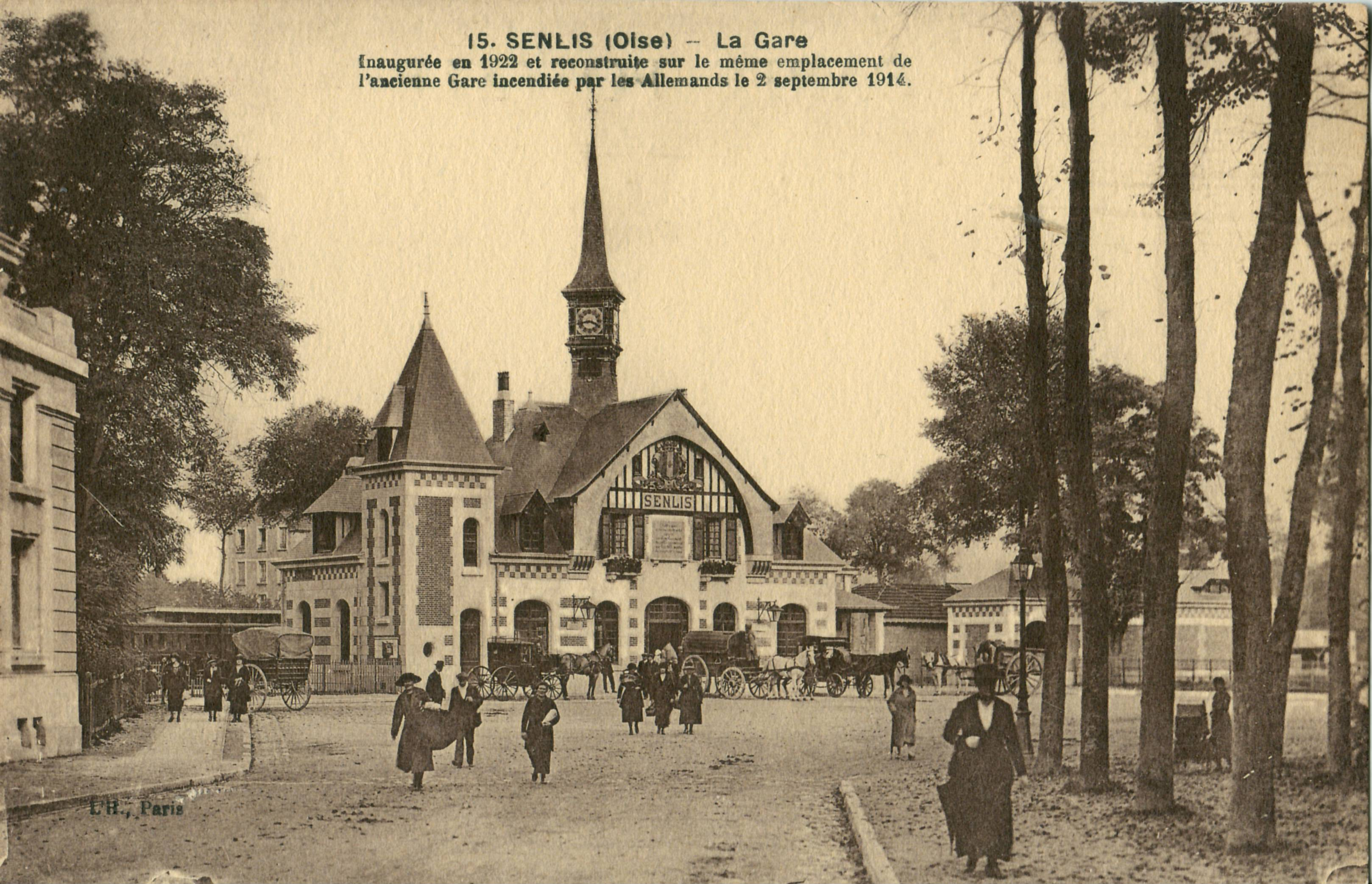
La nouvelle gare de Gustave Umbdenstock, peu après son inauguration en 1922.

Un premier bâtiment voyageurs est construit en 1861, il reprend le modèle standard de la Compagnie des chemins de fer du Nord, dessiné par l'ingénieur Lejeune (comme l'actuelle gare de Chantilly - Gouvieux).
La section Chantilly - Senlis de la ligne de Chantilly - Gouvieux à Crépy-en-Valois  est mise en service en 1862, elle rejoignait la gare de Chantilly par un embranchement situé au nord du viaduc. Le trajet fait alors 12 km et dure 20 minutes. La ligne desservait les gares et haltes de Saint-Maximin, Golf de Chantilly, Vineuil, Saint-Firmin, Aumont, Saint-Nicolas. La ligne est prolongée jusqu'à Crépy-en-Valois en 1870, rejoignant ainsi la Ligne de La Plaine à Hirson et Anor (frontière) (Paris - Soissons - Laon). Le trajet se fait alors en 40 minutes.
La gare est incendiée par les troupes allemandes le 2 septembre 1914, et le bâtiment voyageurs de 1861 dévasté. La décision est prise de le démolir au lieu de le reconstruire, en faveur d'un bâtiment tout neuf. C'est dans le cadre de ce projet qu'intervient Gustave Umbdenstock, architecte de la Compagnie, assisté d'Urbain Cassan. Le nouveau bâtiment est construit en 1922.
La ligne est fermée au trafic voyageurs en 1938 entre Senlis et Chantilly, et en 1950 entre Senlis et Crépy. Vers Chantilly, la ligne est totalement désaffectée en 1971, Senlis restant desservi en trafic marchandises pendant une vingtaine d'années encore depuis Ormoy-Villers, jusqu'à ce que la ligne soit coupée pour la construction de la LGV Nord en 1991. Cependant, la SNCF continue d'accueillir les voyageurs à la gare de Senlis jusqu'au 3 juin 2003, quand le guichet est fermé et remplacé par une nouvelle « boutique SNCF »
en centre-ville.
En 2004, la ville de Senlis acquiert trois hectares de l'emprise de la gare, comprenant, entre autres le bâtiment voyageurs et ses bâtiments annexes sauf l'ancien syndicat d'initiative à gauche du bâtiment voyageurs. Le bâtiment voyageurs est devenu une maison de l'emploi depuis le 9 juillet 2007.

## Galerie de photographies

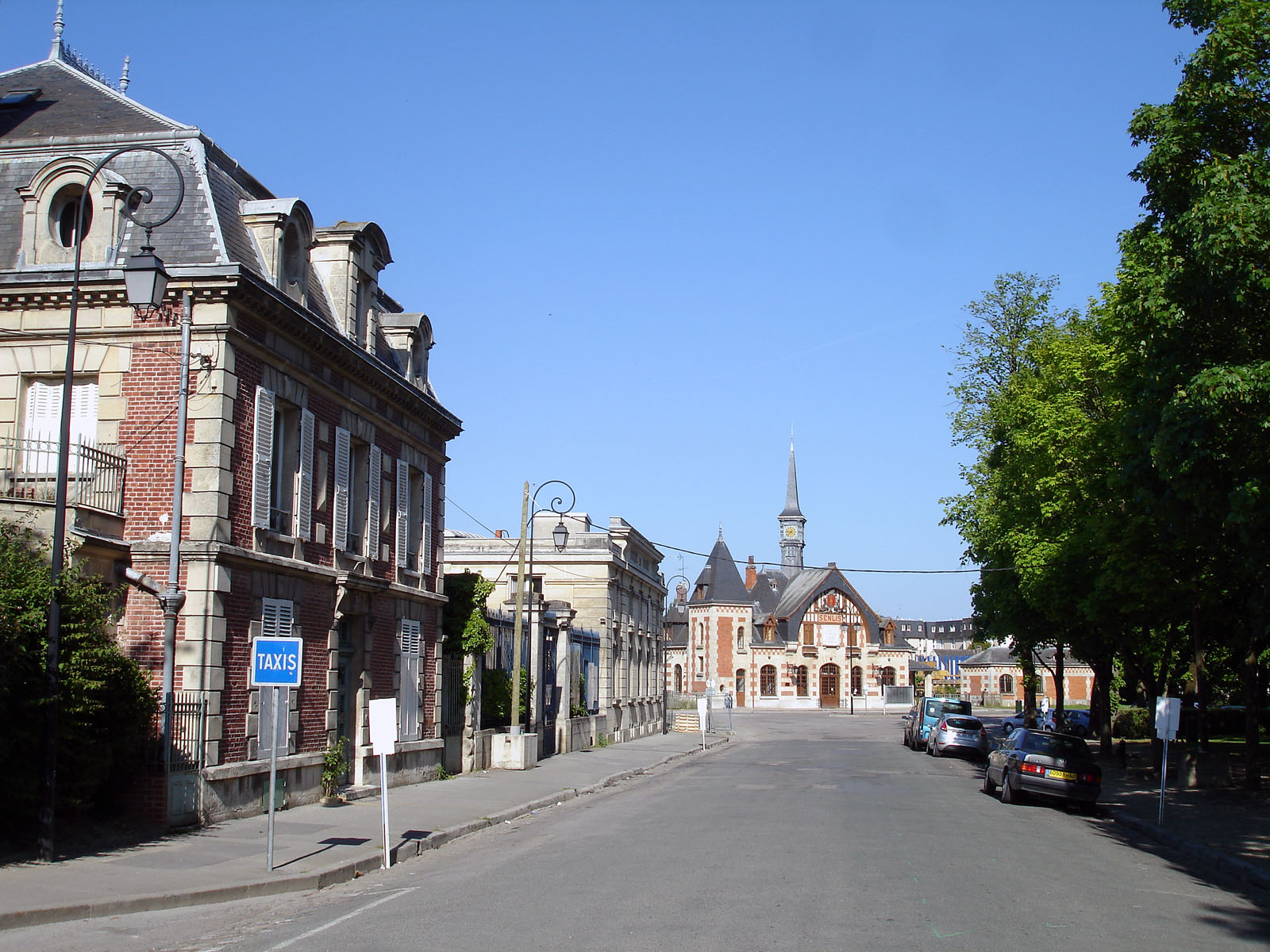
Arrivée à la gare par l'avenue du Maréchal de Lattre-de-Tassigny.
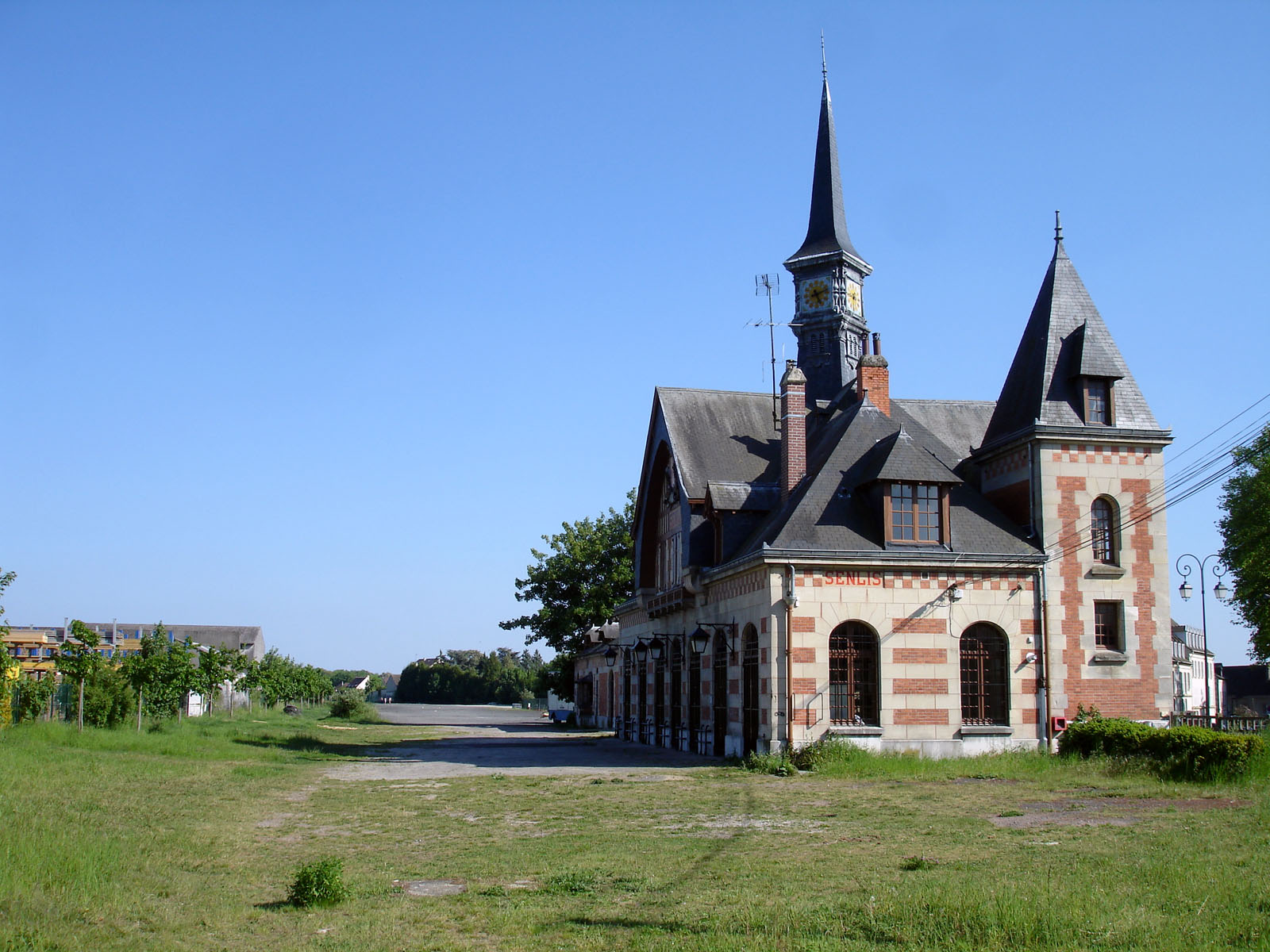
L'ancienne plateforme en direction de Crépy-en-Valois.
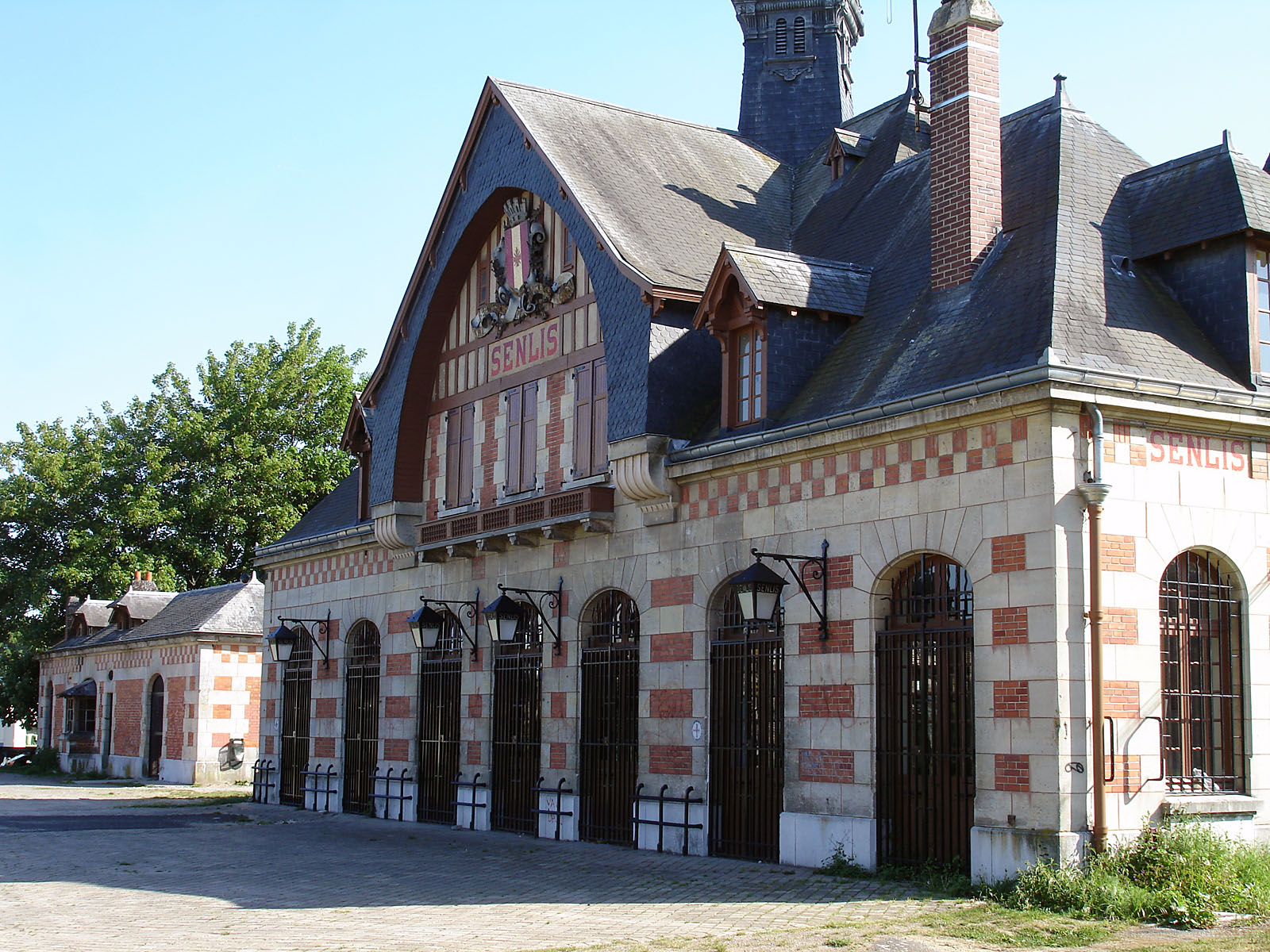
Le bâtiment vu du côté de l'ancien quai.
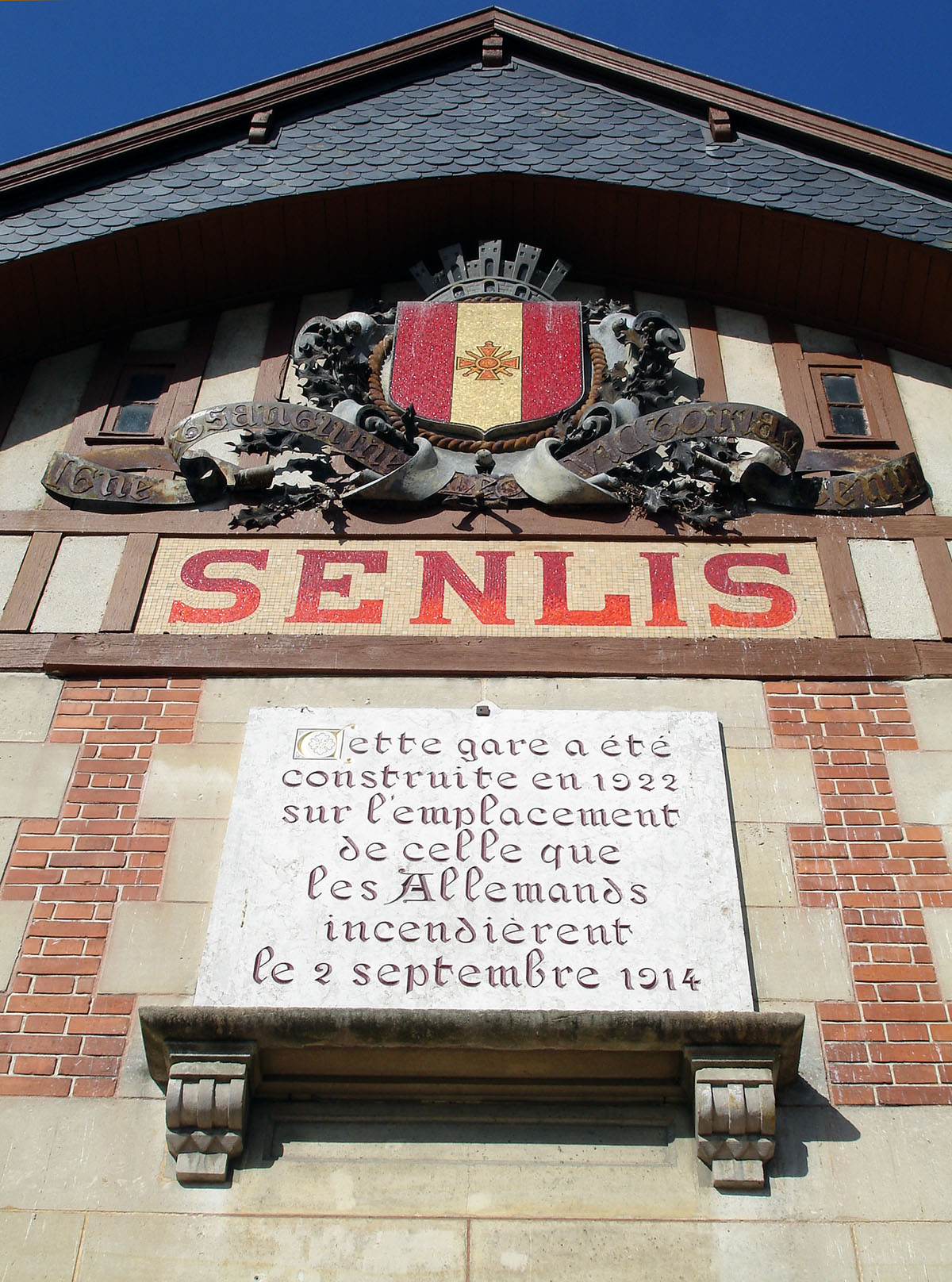
La plaque indique la reconstruction de la gare après l'incendie de 1914.